# Oms (constructors d’instruments de vent)
Els Oms foren una família de constructors d'instruments de vent del segle xviii. Originaris de Tremp, s'establiren a Barcelona i pertanyien al gremi de torners i constructors d'instruments.

## Història
Pere Oms es va casar amb Victòria i van viure a la plaça Nova de 1780 a 1790. Anton Oms (1755-?) va passar l'examen de mestria l'any 1781 i el seu padrí va ser Joan Badia. Casat amb Teresa Farràs, van tenir dos fills: Anton (1780-?) i Pere Oms i Farràs (1781-30/11/1856). Vivien al carrer de l'Ensenyança i van passar l'examen de mestria l'any 1799, essent-ne padrí va ser el seu pare.
Els Oms van estar relacionats amb Louis Boisselot, apadrinat per Anton Oms (major) i Francesco Bernareggi, dos constructors d'instruments experimentats que van poder accedir al gremi de torners.

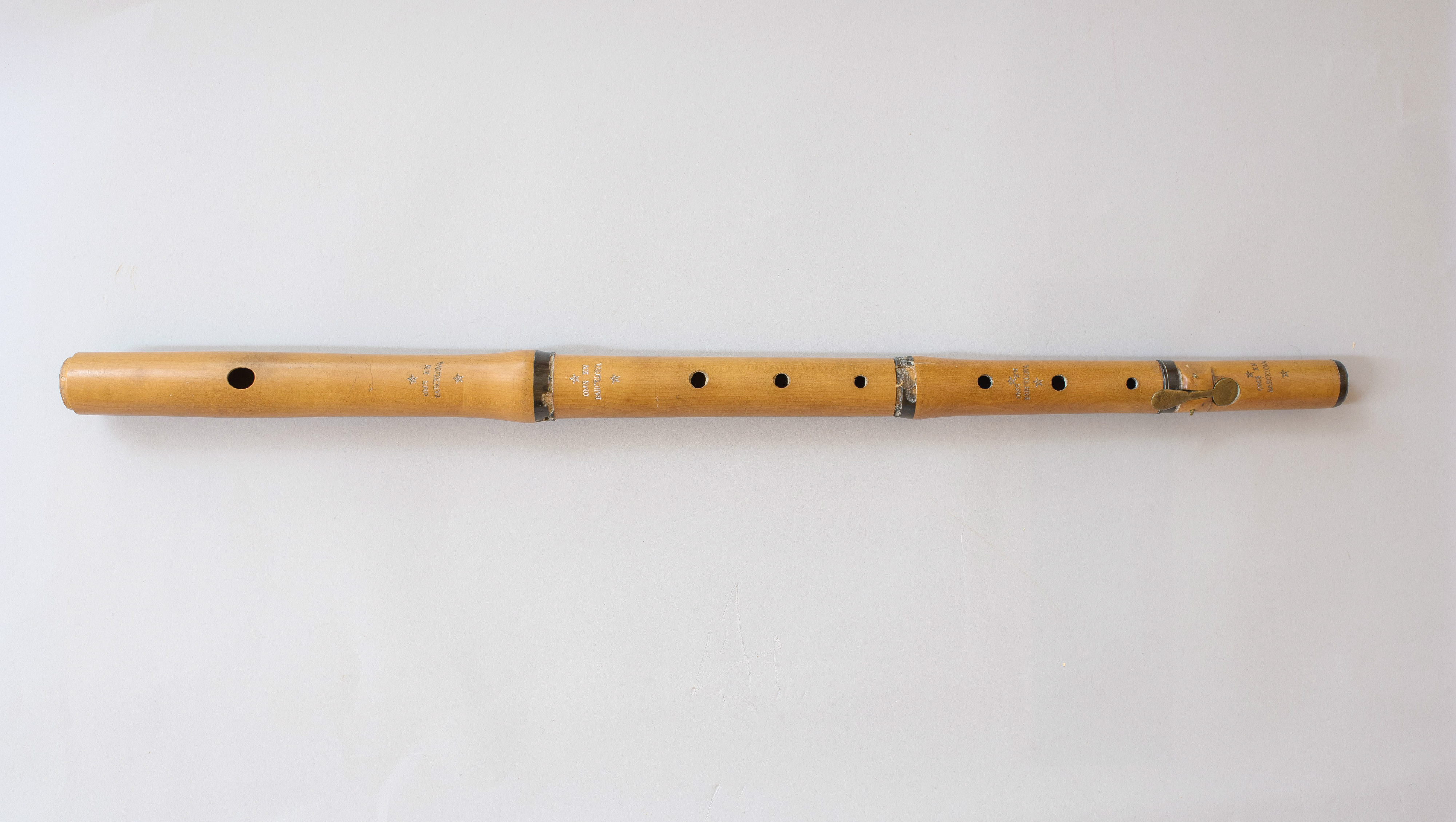
Flauta construïda a Barcelona a finals del per Oms

Detall d'una flauta travessera amb la inscripció d'Oms

## Instruments conservats[5]
- Xeremia tible de dues peces (Calatayud, Colegiata del Santo Sepulcro)
- Xeremia tible de dues peces (Calatayud, Colegiata del Santo Sepulcro)
- Xeremia tible de dues peces i dues claus (Calatayud, Colegiata del Santo Sepulcro)
- Flauta travessera d'una clau (Barcelona, MDMB 368)
- Flauta travessera d'una clau (Barcelona, MDMB 543)
- Flauta-bastó (Igualada, col·lecció particular)
- Oboè de dues claus (Monestir de Montserrat, només la part inferior i la campana)
- Oboè de dues claus (Museu de Reus, «Santiago Vilaseca» 2313, incomplet)
- Oboè de dues claus (Vermillion, University of South Dakota, USA, The Shrine to Music Museum, núm. d'inventari 6026)
- Requint (clarinet) de cinc claus (Barcelona, MDMB 131)
- Clarinet de sis claus (Madrid, col·lecció particular)
- Fagot de set claus (Barcelona, MDMB 551)
- Fagot de set claus (Monestir de Ripoll, incomplet)
- Serpent (Barcelona, MDMB 1756)